# Barniz

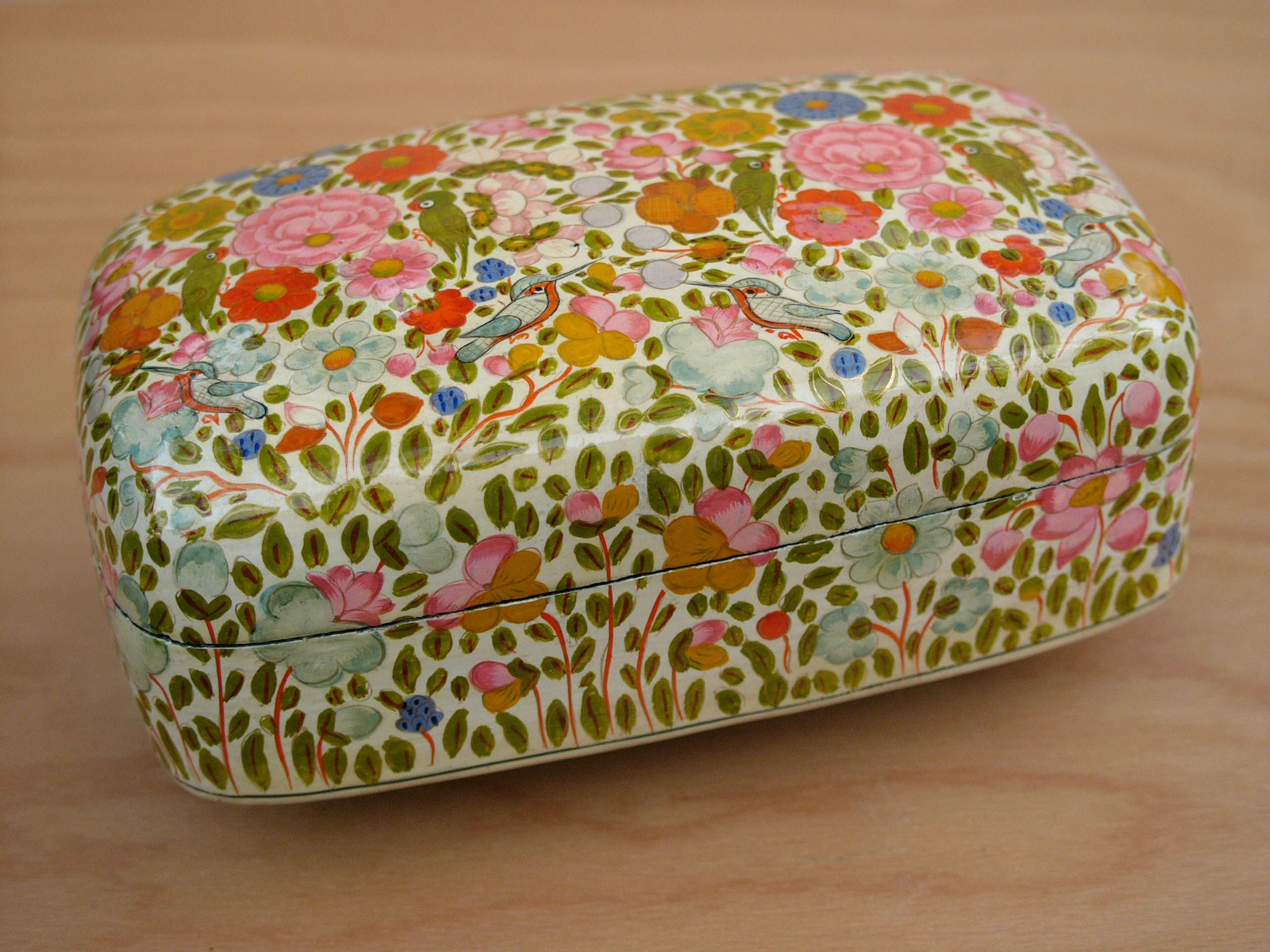
Caja china de madera cubierta por una capa transparente de laca o barniz

El barniz es una disolución de aceites o sustancias resinosas en un disolvente, que se volatiliza o se seca al aire mediante evaporación de disolventes o la acción de un catalizador, dejando una capa o película sobre la superficie a la que se ha aplicado. Existen barnices de origen natural, en general derivados de resinas y aceites esenciales de las plantas, y barnices sintéticos.
Su aplicación a maderas y otras superficies tiene como objeto primordial preservarlas de la acción de agentes atmosféricos si se expone al exterior o de proteger y dar belleza además de resistencia física y química si su destino es interior. Puede admitir tintes o colorantes que modifican su color y tono. A través de los años, los acabados de madera han encontrado en los barnices muchas características no poseídas por la goma laca; por ejemplo: su capacidad para endurecerse al secarse, su capacidad para adquirir un gran brillo cuando se pulen, efecto goma, craquelé, texturado, y cierto grado de impermeabilización frente a agua, humedades o grasa. Actualmente existen barnices de secado instantáneo y un bajo mantenimiento, resistentes a los rayos UVA y la abrasión, tanto para pavimentos de madera como para muebles y muy diversas superficies.

## Etimología y orígenes históricos
Barniz, según recogen el Diccionario de la lengua española y otros manuales de la lengua española, procede de la voz dialectal «berniz», y esta del bajo latín veronix veronicis, en relación con la resina sandáraca, procedente de la ciudad egipcia de Beronice. Otras fuentes citan Berenice, nombre de la antigua colonia griega de la actual Bengasi en Libia. También se propone la construcción latina per (intensivo) y nitére (‘brillar’). Acepta sinónimos como tinte, esmalte y lustre, y concomitancias con vidriado, laca, charol, pátina, maque (laca) y mogate (barniz alfarero).
Los egipcios ya emplearon los barnices en la decoración de sus tumbas, y los griegos como protección de la madera de sus barcos contra el poder corrosivo de las sales marinas, pero su origen parece más probable en la India, China o Japón (donde el arte de barnizar se ha datado medio milenio antes de Cristo y con certeza desde el siglo tercero, como una técnica de origen coreano). Otras fuentes consideran que China y la India conocían los barnices mucho antes de que lo utilizasen los artesanos del lacado japonés.

## Tipos de barnices
Los barnices se pueden agrupar según la resina o material que los compone, o según el disolvente empleado.
- Poliuretano: Son populares en el tratamiento de pavimentos de madera, tarima o parqué. Es un material impermeable, resistente a la abrasión, y longevos. Se le encuentra en tres formatos:
  - Base acuosa: comúnmente conocidos como «Barniz al agua». Se encuentran en monocomponente o bicomponente (A & B, resina y catalizador), con una toxicidad de exposición y uso baja. Se curan por evaporación y humedad. Tienen buena resistencia a la abrasión y agua, mejor resistencia a los rayos ultravioleta que los barnices estándar. No se amarillean ni se oscurecen.
  - Base disolvente: se encuentran normalmente en formato A & B. Tienen buena resistencia a la abrasión y agua. Poseen una alta toxicidad en aplicación, y baja-mediana durante uso. Se curan por la evaporación del disolvente al contacto con el aire. Oscurecen la madera en contacto directo.
  - Base aceite: es monocomoponente y tiene buena resistencia a la abrasión y alta resistencia al agua.
- Urea formaldehído:
  - Urea-Formol: Se encuentra en bicomponente. Tiene una toxicidad alta-media en la aplicación y baja durante el uso. Aunque tiene buena resistencia a la abrasión, la tiene muy baja frente al agua y la grasa.
- Piroxilina: este tipo de barniz está creado con base de nitrocelulosa y ha sido el más usado en la industria del mueble; comercialmente se puede encontrar con denominación Duco; este se divide según el proceso y el que se aplica al inicio comúnmente se llama sellador de madera y posteriormente para dar las diferentes terminaciones se aplica; laca.

## Acabado
- Brillo: 90 % refracción de luz
- Satinado o semibrillo: 40 % refracción de luz
- Mate: 10 % refracción de luz